# RNA ribosome

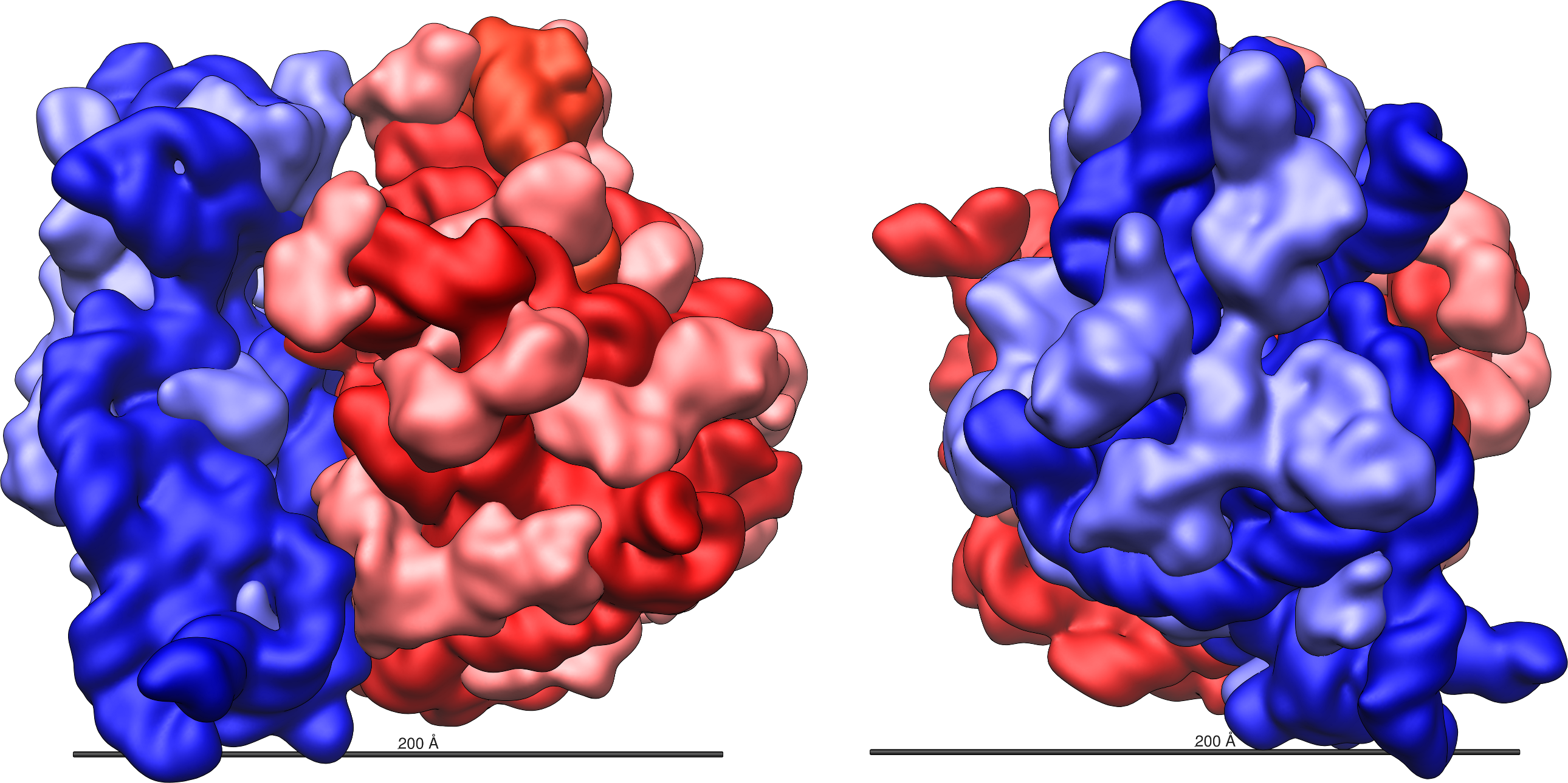
Hình biểu thị ba chiều của ribosome, RNA ribosome, tách ra là á đơn vị nhỏ ở màu lam thẫm và á đơn vị lớn ở màu đỏ thẫm. Màu sắc nhạt đại biểu cho protein ribosome.

Ribosomal ribonucleic acid hay RNA ribosome, (viết tắt: rRNA hoặc rARN), là một loại RNA chứa nhiều nhất trong tế bào, cũng là một loại RNA có khối lượng phân tử tương đối lớn nhất trong ba loại RNA (RNA vận chuyển, RNA thông tin và RNA ribosome), nó kết hợp với protein dẫn đến hình thành ribosome, chức năng của nó là lấy amino acid hợp thành làm liên kết peptide (liên kết peptide dưới tác dụng của hệ thống nội chất và thể Golgi gấp xếp khuất khúc rồi tiến hành công việc sửa trị chỉnh đốn thành nên protein, sinh vật nhân nguyên thủy hoàn thành xong trong tế bào chất). RNA ribosome chiếm vào khoảng 82% tổng lượng RNA. RNA ribosome khi tồn tại đơn độc thì không chấp hành chức năng của nó, nó kết hợp với nhiều chủng loại protein biến thành ribosome, được coi là "máy lắp ráp" của quá trình sinh tổng hợp protein.

## Giới thiệu giản lược
Phân tử lượng của RNA ribosome khá lớn, kết cấu phức tạp tương đương, trước mắt tuy đã đo lường ra cấu trúc bậc một của không ít phân tử RNA ribosome, nhưng việc nghiên cứu về cấu trúc bậc hai, cấu trúc bậc ba và chức năng của chúng nó vẫn cần đi sâu vào từng bước một. RNA ribosome của sinh vật nhân nguyên thủy chia ra ba loại: RNA ribosome 5S, RNA ribosome 16S và RNA ribosome 23S. RNA ribosome của sinh vật nhân thật chia ra bốn loại là RNA ribosome 5S, RNA ribosome 5,8S, RNA ribosome 18S và RNA ribosome 28S. S là một đơn vị vật lí học của vật chất đại phân tử trong quá trình chìm xuống của li tâm siêu tốc, phản ánh gián tiếp kích thước của phân tử lượng. Ribosome của sinh vật nhân nguyên thủy và sinh vât nhân thật tất cả đều do hai loại á đơn vị lớn và nhỏ tổ thành.
Trong bốn chủng loại gen RNA của bộ gen người, gen RNA ribosome 18S, gen RNA ribosome 5,8S và gen RNA ribosome 28S là nhất luật nối tiếp, mỗi cái gen bị vùng ngăn cách cách biệt, gen RNA ribosome 5S chính là biên soạn mã ở phần trên một sợi nhiễm sắc thể khác.
RNA ribosome trong các chủng loại sinh vật đều có đặc tính của chúng nó, do đó có thể đưa ra được kết luận liên quan đến lịch trình tiến hoá của sinh vật từ việc so sánh RNA ribosome của sinh vật không giống nhau.
RNA ribosome khi là enzyme di chuyển peptidyl (peptidyl transferase), xúc tác thay đổi khiến cho liên kết peptide hình thành, không cần thiết năng lượng ngoài hạn định.
Quá khứ cho biết là, protein của á đơn vị lớn có sẵn hoạt tính của enzyme, thúc giục sai khiến liên kết peptide hình thành, cho nên gọi là enzyme chuyển thành peptide. Ban đầu niên đại 90 của thế kỉ XX, ông Harry F. Noller, nhà hoá học sinh vật, chứng minh RNA ribosome 23S của vi khuẩn E. coli đạt tới trình độ xúc tác sự hình thành của liên kết peptide, thì mới chứng minh ribosome là một loại enzyme RNA, cho nên đã thay đổi cốt yếu quan điểm truyền thống. Ribosome xúc tác sự hợp thành liên kết peptide chính là RNA ribosome, protein chỉ là duy trì hình trạng kết cấu RNA ribosome, xây dựng tác dụng phụ trợ.

## Thành phần tổ chức
RNA ribosome thông thường kết hợp nhất tề với protein ribosome, hình thành ribosome, nếu như RNA ribosome đi theo trên ribosome bị trừ bỏ đi, thì kết cấu của ribosome sẽ phát sinh sập lún. RNA ribosome của sinh vật nhân nguyên thủy, cái mà ribosome chứa giữ, có ba chủng loại 5S, 16S và 23S. S là hệ số chìm xuống, được dùng ở li tâm siêu tốc khi trắc định tốc độ chìm xuống của một hạt căn bản, tốc độ ấy là đại lượng biến thiên với kích thước đường kính của hạt căn bản. 5S gồm có 120 cái nuclêôtít, 16S gồm có 1540 cái nuclêôtít và 23S gồm có 2900 cái nuclêôtít. Tuy nhiên, sinh vật nhân thật có bốn chủng loại RNA ribosome, kích thước phân tử của chúng nó tách ra là 5S, 5,8S, 18S và 28S, tuần tự có sẵn khoảng chừng 120, 160, 1900 và 4700 cái nuclêôtít.
RNA ribosome là liên kết đơn, nó bao gồm A và U, G và C với số lượng không bằng nhau, nhưng mà có khu vực liên kết đôi rộng khắp. Ở vùng liên kết đôi, liên kết hiđrô của nuclêôbazơ nối liền lẫn nhau, biểu hiện ra là xoáy ốc theo cách thức của cái kẹp tóc.
Chức năng của RNA ribosome trong hợp thành protein vẫn chưa hoàn toàn sáng tỏ. Tuy nhiên một đầu 3' của RNA ribosome 16S có một đoạn trình tự nuclêôtít và trình tự tiền đạo của RNA thông tin là hỗ tương bù đắp, điều này có thể hỗ trợ đến sự kết hợp của RNA thông tin và ribosome.

## Kết cấu
Phương pháp của phương thức sắp xếp không gian để cho trắc định RNA ribosome chủ yếu có phương pháp kính hiển vi điện tử và phương pháp liên kết chéo. Việc bố trí chức năng của nó, thông qua vài loại cách thức xác định trong đồ hoạ ribosome 70S, đã hiển thị vị trí kết hợp và phương hướng của phân tử RNA ribosome. Bên trong kính hiển vi điện tử, sự xếp đặt theo thứ tự của RNA ribosome 16S hiện ra hình chữ V, một cái cánh tay hơi dày và dài hơn một cái cánh tay còn lại. Kích thước và hình dạng của RNA ribosome 23S thật rất xứng đáng thích hợp với kiểu dáng cái "mũ vua" của á đơn vị ribosome 50S. Có kết luận cho biết là, RNA ribosome đã hình thành giàn khung của á đơn vị ribosome, rồi protein kết hợp với nó. Phổ thông mà nói, giàn khung RNA ribosome không phát sinh sự biến hoá lớn về hình trạng kết cấu. Nhờ miễn dịch mà phương pháp kính hiển vi điện tử đã xác định một ít đặc trưng nào đó của RNA ribosome ở bên trong á đơn vị. Sử dụng kháng thể Anti-N6, N6-dimethyladenosine (xếp đặt ở vào vị trí 24 và 25 của đầu cuối cùng 3' của RNA ribosome 16S), rồi xác định một đoạn của vùng nuclêôbazơ sửa trị xếp đặt ở vào khoảng giữa đầu và thân của á đơn vị RNA ribosome 30S. 7-methylguanosine của RNA ribosome 16S, vị trí thứ tự số 526, nằm ở chỗ giáp giới 1/3 về phía trên và 2/3 về phía dưới của RNA ribosome 30S. Liên kết chéo nội bộ của RNA ribosome 16S, 5S và 23S đã được nghiên cứu. Chứng minh được liên kết chéo G41 và G72 ở bên trong RNA ribosome 5S, loại liên kết chéo này thuộc phản ứng cấu trúc bậc ba, lợi dụng phản ứng ấy rồi kiến lập một bộ phận mô hình ba chiều phân tử RNA ribosome 5S cải tiến. Ngoài ra, việc nghiên cứu liên kết chéo RNA và protein cũng là phương pháp sắp xếp không gian phân tử RNA ribosome cực kì hữu dụng để cho trắc định bên trong á đơn vị.
Hiện nay thông thường cho biết là, chức năng cơ bản của ribosome chỉ nương nhờ đến RNA ribosome ở bên trong nó, protein ribosome đã mở đầu tác dụng tăng cường chức năng RNA ribosome. Ribosome được kiến lập sớm nhất do RNA ribosome, một ít protein tăng thêm vào ở phần trên của nó trong quá trình tiến hoá. Tất cả thật nghiệm in vivo đã chứng minh đường ribose dù thiếu hụt một ít protein nào đó nhưng vẫn có hoạt tính sinh vật; ngoài ra, loại đột biến gen RNA ribosome (hoặc DNA ribosome) và metyl hoá tất cả đều có thể dẫn đến chống cự lại chất kháng khuẩn (ví như Erythromycin và Chloramphenicol, v.v).

## RNA ribosome của sinh vật nhân nguyên thủy và sinh vật nhân thật
Ribosome của sinh vật nhân nguyên thủy và sinh vật nhân thật được chia ra làm hai á đơn vị tách biệt lẫn nhau:
| Chủng loại sinh vật       | Loại hình của ribosome | Á đơn vị lớn          | Á đơn vị nhỏ |
| ------------------------- | ---------------------- | --------------------- | ------------ |
| Sinh vật nhân nguyên thủy | 70S                    | 50S (5S và 23S)       | 30S (16S)    |
| Sinh vật nhân thật        | 80S                    | 60S (5S, 5,8S và 28S) | 40S (18S)    |

Chú ý: Chữ cái S - hệ số chìm xuống, đơn vị này thì không thể trực tiếp thêm vào lẫn nhau một cách giản đơn, bởi vì nó đại biểu phép đo lường của tốc độ chìm xuống cho nên không phải là khối lượng. Mỗi tốc độ chìm xuống của á đơn vị đã bị ảnh hưởng bởi hình dạng của nó, lại còn bị ảnh hưởng bởi khối lượng của nó.

### RNA ribosome chứa trong ribosome 70S
Trong ribosome 70S của tế bào nhân nguyên thủy và tế bào nhân thật theo học thuyết nội cộng sinh bao gồm ba chủng loại RNA ribosome mà hệ số chìm xuống không giống nhau, trong đó trong á đơn vị ribosome 30S bao gồm RNA ribosome 16S, trong á đơn vị ribosome 50S bao gồm RNA ribosome 5S và RNA ribosome 23S. Ba chủng loại RNA ribosome này về phương diện kết cấu có sự không giống nhau rõ ràng.
Gen biên soạn mã ba chủng loại RNA ribosome của vi khuẩn thường hay được tổ hợp trình tự y theo 16S-23S-5S cùng nhau làm phiên mã ở trong cùng một operon giống nhau (ví dụ như vi khuẩn Escherichia coli rrnA, rrnB, rrnC, rrnD, rrnE, rrnG và rrnH), một phần trong chúng nó đúng ra bị đập bỏ sau đó, nhưng vẫn thu được từ trên operon khác thông qua phương thức chuyển hoán gen. Trường hợp cổ khuẩn thì tồn tại chỉ có một nhóm operon RNA ribosome đơn chiếc.

#### Tiền thể RNA ribosome 30S
RNA ribosome 16S và 23S ở bên trong ribosome 70S do tiền thể RNA ribosome 30S đã tiến hành công việc sản sinh, khối lượng phân tử tương đối của tiền thể RNA ribosome khoảng chừng là 2 MDa. Trong quá trình tiến hành công việc ấy, nuclêôbazơ quy định đặc biệt của tiền thể RNA ribosome 30S bị metyl hoá, vậy sau qua thủy phân mà đứt gãy sản sinh sản vật trung gian là RNA ribosome 17S và 25S, nhiều lần qua tác dụng của enzyme nuclê để bỏ đi số lượng ít gen thừa nuclêôtít thì mới cuối cùng tách ra được RNA ri bô xôm 16S và 23S. Song, RNA ribosome 5S thì đứt rời ra từ đầu 3' của RNA ribosome 30S.

#### RNA ribosome 16S
Trong á đơn vị ribosome 30S của sinh vật nhân nguyên thủy có chứa RNA ribosome 16S. Khối lượng phân tử tương đối của RNA ribosome 16S khoảng chừng là 0,6 MDa, độ dài khoảng chừng là 1540 nt. Trong quá trình lắp đặt cấu thành á đơn vị RNA ribosome 30S, RNA ribosome kết hợp với protein ribosome của nó như S4, S7, S8, S15, S17 và S20 trước tiên thật hiện thành phức hợp sơ cấp.
RNA ribosome 16S có khoảng chừng một nửa nuclêôtít hình thành đôi nuclêôbazơ trong liên kết, khiến cho nó có sẵn khoảng chừng 60 cái xoáy ốc; trong phân tử một bộ phận chưa sánh đôi thì hình thành vòng xung đột. Khi nồng độ đủ đạt tới sự tồn tại {\displaystyle {\ce {Mg^{2+}}}}, RNA ribosome được tách ra ở trạng thái khít sát, tương tự với kết cấu của á đơn vị ribosome 30S. Sau đó phát hiện một ít trình tự trong RNA ribosome 16S có liên quan với sự kết hợp của á đơn vị ribosome 30S, RNA thông tin và một ít nhân tố phiên dịch vào khoảng thời gian hợp thành protein. Đầu 3' của RNA ribosome 16S được nhận thức phân biệt dựa vào trình tự Shine - DalgRNAo phiên dịch đầu 5' của RNA thông tin, mở đầu quá trình phiên dịch sinh vật nhân nguyên thủy. Có nghiên cứu khác tỏ rõ, RNA ribosome 16S cũng đạt tới tác dụng hỗ tương với RNA vận chuyển mà tiến vào điểm định vị P của ribosome.
RNA ribosome 16S nhận được sự trọng thị rất lớn, coi là nghiên cứu phân tử của phân loại học và cây phát sinh hệ thống. Phân tích trình tự RNA ribosome 16S là một loại kĩ thuật khá tinh xác mà trước mắt tiến hành trong nghiên cứu phân loại học đối với vi khuẩn. Thuận theo sự phát triển mau lẹ của sinh vật học phân tử và ứng dụng kĩ thuật đó trong nghiên cứu vi sinh vật y học, nghiên cứu về RNA ribosome 16S được coi là chứng cứ phân loại vi sinh vật cũng dần dần đứng lên phát triển, đồng thời được thừa nhận đồng ý đến rộng khắp.
Một bộ phận RNA ribosome 16S mà xếp đặt ở vào điểm định vị A của ribosome 70S của sinh vật nhân nguyên thủy chính là mục tiêu tác dụng của chất kháng sinh Aminoglycoside, chất kháng sinh loại đó thông qua sự kết hợp với điểm định vị A của RNA ribosome 16S cho nên ngăn cấm quá trình phiên dịch sinh vật nhân nguyên thủy. Song, enzyme metyl hoá RNA ribosome 16S do plasmid chỉ đạo làm trung gian đến lấy RNA ribosome 16S để metyl hoá, từ đó dẫn đến vi khuẩn sản sinh tính kháng thuốc khá cao về chất kháng sinh loại đó.

#### RNA ribosome 5S
Về cơ bản trong á đơn vị lớn của tất cả ribosome 70S và ribosome 80S (ngoại trừ ribosome ti thể của thiểu số nấm, thiểu số động vật nguyên sinh và thiểu số động vật cấp khá cao) đều có chứa RNA ribosome 5S.
Khối lượng phân tử tương đối của RNA ribosome 5S khoảng chừng là 40 KDa, độ dài khoảng chừng là 120 nt, trong phân tử có năm cái xoáy ốc. Nó kết hợp với protein ribosome L5, L18 và L25 ở trong á đơn vị ribosome 50S của ribosome 70S. Nuclêôtít khoảng chừng 60% của RNA ribosome 5S đã hình thành đôi nuclêôbazơ trong liên kết. Đã có nghiên cứu tỏ rõ, RNA ribosome 5S có sẵn một trình tự bù đắp hỗ tương với trình tự quy đặc biệt của RNA vận chuyển.
RNA ribosome 5S chứa trong ribosome 70S được cho biết là một loại thiết bị cảm biến, đạt tới xúc tiến trong ribosome sự giao lưu của các trung tâm chức năng và tiến hành tổ chức phiên dịch. Hoạt tính enzyme di chuyển peptidyl của ribosome do khuyết thiếu RNA ribosome 5S sẽ giảm xuống.

#### RNA ribosome 23S
Khối lượng phân tử tương đối của RNA ribosome 23S khoảng chừng là 1,2 MDa, độ dài khoảng chừng là 2900 nt, từ một nửa phân tử trở lên lấy liên kết đôi trong phân tử làm hình thức tồn tại, sản sinh vượt hơn 100 cái xoáy ốc. Nó kết hợp với protein ribosome L1, L2, L3, L4, L9 và L23 ở trong á đơn vị ribosome 50S của ribosome 70S hình thành phức hợp sơ cấp. Nghiên cứu theo phương pháp kính hiển vi điện tử của RNA ribosome 23S ở trạng thái khít sát tỏ rõ, hình dạng của RNA ribosome 23S tương tự với á đơn vị ribosome 50S.
RNA ribosome 23S là hạt nhân trung tâm về chức năng xúc tác của ribosome, kết cấu của nó, vùng hình chữ cái V, có sẵn hoạt tính enzyme di chuyển peptidyl. Một bộ phận của RNA ribosome 23S mà xếp đặt ở điểm định P của ribosome có khu vực quy định đặc biệt hình thành đôi nuclêôbazơ bù đắp hỗ tương với RNA vận chuyển mà tiến vào ribosome.
Một bộ phận RNA ribosome 23S của điểm định vị P là mục tiêu tác dụng của chất kháng sinh phân tử vòng lớn (Macrolide), chất kháng sinh loại ấy thông qua với RNA ribosome 23S mà ngăn cản quá trình kéo duỗi liên kết peptide. Song, một ít vi khuẩn có thể lợi dụng gen erm chỉ đạo làm trung gian enzyme metyl hoá RNA ribosome 23S khiến cho metyl hoá RNA ribosome 23S, từ đó làm hạ thấp tính ái lực của ribosome về chất kháng sinh; cũng có vi khuẩn thông qua ribosome biến đổi kết cấu cốt để ảnh hưởng tác dụng chất kháng sinh.

### RNA ribosome chứa trong ribosome 80S

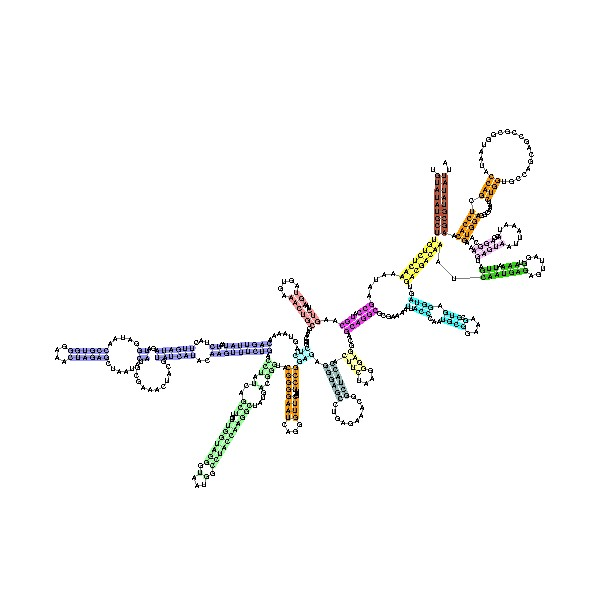
Vùng đầu 5' của RNA ribosome á đơn vị nhỏ, đến từ cơ sở dữ liệu Rfam. Ví dụ ấy là: RF00177

Trong ribosome 80S có chứa bốn chủng loại RNA ribosome mà hệ số chìm xuống không giống nhau, trong đó, trong á đơn vị ribosome 40S (á đơn vị nhỏ) bao gồm RNA ribosome 18S, nhưng mà trong á đơn vị ribosome 60S (á đơn vị lớn) bao gồm RNA ribosome 5S, RNA ribosome 5,8S và RNA ribosome 28S.
RNA ribosome 28S, RNA ribosome 5,8S và RNA ribosome 18S phiên mã từ vị trí của một đơn vị phiên mã độc lập (DNA ribosome 45S), giữa chúng nó bị hai cái vùng ngăn cách phiên mã bên trong (ITS) ngăn cách. DNA ribosome 45S được tổ chức về trong năm bó gen, trong mỗi bó gen có khoảng chừng 30 đến 40 lần lặp lại (sinh vật nhân thật thông thường có được nhiều cái bản sao trữ bị ở trong trình tự lặp lại xâu thành chuỗi nối tiếp), loài người thông thường có khoảng 300 đến 400 cái đoạn lặp lại DNA ribosome tồn tại ở trong năm bó gen (tách ra ở trên nhiễm sắc thể số 13, 14, 15, 21 và 22).

#### Tiền thể RNA ribosome 45S
RNA ribosome 28S, RNA ribosome 5,8S và RNA ribosome 18S chứa trong ribosome 80S là do tiền thể RNA ribosome 45S, độ dài khoảng chừng 14.000 nt, tiến hành công việc sản sinh ở hạt nhân của nhân tế bào. Trong quá trình tiến hành công việc, nhiều hơn 100 cái nuclêôtít của tiền thể RNA ribosome đó sẽ bị metyl hoá, nhiều lần trải qua một loạt dãy phản ứng xúc tác enzyme bị cắt đứt thành mấy sợi liên kết RNA.

#### RNA ribosome 18S
RNA ribosome 18S là cùng một loại nguồn gốc RNA của RNA ribosome 16S, khối lượng phân tử tương đối của nó khoảng chừng là 0,7 MDa, độ dài khoảng chừng là 1900 nt. RNA ribosome 18S ngoài hơi dài hơn RNA ribosome 16S lại nhiều cánh tay và kết cấu vòng thêm, kết cấu không gian của hai loại chúng nó vô cùng giống nhau, tác dụng đi xây dựng trong ribosome cũng giống nhau cơ bản.

#### RNA ribosome 5S
RNA ribosome 5S là một chủng loại RNA liên kết đôi cùng có ở trong á đơn vị lớn ribosome của tế bào sinh vật nhân nguyên thủy và sinh vật nhân thật. 
- RNA ribosome 5S là một bộ phận của á đơn vị ribosome 50S ở sinh vật nhân nguyên thủy.
- RNA ribosome 5S ở trong sinh vật nhân thật do enzyme polyme RNA III hợp thành. RNA ribosome chứa trong tế bào sinh vật nhân thật khác đều do tiền thể RNA ribosome 45S, được cấu thành từ enzyme polyme RNA I, cắt xẻ mà thành. Trong tế bào noãn mẹ của chi Cóc có móng, nhiều chuyên gia phát hiện ngón thứ tư đến ngón thứ bảy ở trong kết cấu ngón chứa kẽm 9 ngón của nhân tố phiên mã TFIIIA đạt tới sự kết hợp với khu vực hạt nhân trung tâm của RNA ribosome 5S.[41]

#### RNA ribosome 5,8S
Khối lượng phân tử tương đối của RNA ribosome 5,8S khoảng chừng là 40 KDa, độ dài khoảng chừng là 160 nt. Nó cũng tồn tại ở trong tế bào cổ khuẩn.
RNA ribosome 5,8S chứa trong ribosome 80S được cho biết là đi xây dựng tác dụng phụ trợ vị trí chuyển dịch của ribosome.
RNA ribosome 5,8S có thể lấy gen tham dự nội bộ để tiến hành dò xét suy đoán tiểu phân tử RNA.

#### RNA ribosome 28S
RNA ribosome 28S là cùng một loại nguồn gốc RNA của RNA ribosome 23S, khối lượng phân tử tương đối của nó khoảng chừng là 1,7 MDa, độ dài khoảng chừng là 4700 nt. Kết cấu của RNA ribosome 28S của sinh vật nhân thật tương tự với RNA ribosome 23S của vi khuẩn Escherichia coli.

### RNA ribosome khác
- Trong ti thể của tế bào động vật cho con bú có chứa một chủng loại ribosome 55S, trong á đơn vị ribosome 28S (á đơn vị nhỏ) của nó có chứa RNA ribosome 12S mà độ dài khoảng chừng là 950 nt, trong á đơn vị ribosome 39S (á đơn vị lớn) của nó có chứa một loại RNA ribosome 16S khác biệt mà độ dài khoảng chừng là 1560 nt.[30]
- Trong bộ phận diệp lục thể của tế bào thực vật cũng có chứa ribosome 80S, cho nên cũng có được bốn chủng loại phân tử RNA ribosome.

## Chức năng
Ở trong ribosome, RNA ribosome là thành phần kết cấu mà xây dựng lên tác dụng trọng yếu, là hạt nhân trung tâm của kết cấu và chức năng, chức năng chủ yếu là:
1. Có sẵn hoạt tính của enzyme di chuyển peptidyl (peptidyl transferase).
2. Đưa ra cung cấp địa điểm vị trí kết hợp cho RNA vận chuyển.
3. Đưa ra cung cấp địa điểm vị trí kết hợp cho nhiều loại nhân tố của quá trình hợp thành protein.
4. Lúc khởi đầu quá trình hợp thành protein, tham dự vào sự kết hợp mang tính chọn lựa của cùng một loại RNA thông tin và kết hợp với RNA thông tin trong sự kéo duỗi của liên kết peptide.
5. Ngoài ra, các tác dụng của hai loại á đơn vị lớn và nhỏ của ribosome, như kết hợp, đọc xem xét cải chính, khảo tra cải chính liên kết vô ý nghĩa hoặc sự biến đổi kết cấu cùng với chất kháng khuẩn, đều có liên quan với RNA ribosome.

## Tính trọng yếu của RNA ribosome
Một ít đặc trưng của RNA ribosome trong nghiên cứu về phương diện tiến hoá chủng loại và chất gây nghiện vô cùng trọng yếu.
- RNA ribosome là gen đều sẽ được biểu đạt trong tất cả tế bào,[44] tức là tất cả sinh vật có được kết cấu tế bào đều có được RNA ribosome.[45] Do đó thông qua gen biên soạn mã RNA ribosome ta có thể tiến hành liệu tính xếp đặt theo thứ tự để cho phân loại, tính toán ra quần thể tương quan hoặc đánh giá liệu tính độ khác biệt của chủng loại về phương diện tiến hành phân loại học đối với loài sinh vật nào đó.[46] Đã có hơn một nghìn loại RNA ribosome đã được liệu tính xếp đặt theo thứ tự, kết quả của việc trù liệu sắp đặt được tích chứa ở trong kho cơ sở dữ liệu đặc thù (ví như RDP-II[47] và SILVA[48]).
- RNA ribosome chứa trong ribosome là điểm định vị mục tiêu của nhiều loại lâm sàng có liên quan đến chất kháng sinh, ví dụ như: chất Paromomycin có thể kết hợp một cách dị biệt đặc thù với vùng A (RNA ribosome 16S tồn tại ở vùng đó) của á đơn vị nhỏ 30S của ribosome sinh vật nhân nguyên thủy, làm nhiễu loạn tiến trình bình thường của quá trình phiên dịch.[49] Chất kháng sinh khác thông qua phản ứng với RNA ribosome đi xây dựng tác dụng sát khuẩn, còn có: Chloramphenicol, Erythromycin, Kasugamycin, Micrococcin, Ricin, Alpha-sarcin, Spectinomycin, Streptomycin và Thiostrepton.

## Giá trị nghiên cứu
Trong cây phát sinh hệ thống ở những năm gần đây, trình tự RNA ribosome đặc biệt là RNA ribosome của á đơn vị nhỏ, làm thành chứng cứ dữ liệu thường dùng nhất cho cây phát sinh hệ thống, bởi vì RNA ribosome của á đơn vị nhỏ có sẵn đặc điểm bên dưới: 
- Độ dài hạng trung, thông thường là 1200 đến 1900 nt, đủ đạt đến trình độ đưa ra cung cấp tin tức đầy đủ, nhưng mà lại không quá dài.
- Hoàn toàn phân bố rộng khắp ở tất cả sinh vật có sẵn kết cấu tế bào, nhưng quá trình tiến hoá lại tương đối chậm trễ. Trong đó, vùng bảo vệ được dùng ở cây tiến hoá hệ thống, nhưng cái khu vực dễ thay đổi thì được dùng để phân biệt chi hoặc loài.
- Chuyển động theo phương ngang của gen RNA ribosome vô cùng khó phát sinh, bởi vì chức năng của chúng nó vô cùng cơ bản lại trọng yếu, cần thiết có sự khống chế tinh tế của cơ chế phiên dịch thì mới có thể thật hiện chức năng đủ bình thường.

## Gen tương quan
RPL1、RPL2、RPL3、 RPL4、 RPL5、 RPL6、 RPL7、 RPL8、 RPL9、 RPL10、 RPL11、 RPL12、 RPL13、 RPL14、 RPL15、 RPL16、 RPL17、 RPL18、 RPL19、 RPL20、 RPL21、 RPL22、 RPL23、 RPL24、 RPL25、 RPL26、 RPL27、 RPL28、 RPL28、 RPL30、 RPL31、 RPL32、 RPL33、 RPL34、 RPL35、 RPL36、 RPL37、 RPL38、 RPL39、 RPL40、 RPL41
MRPL1、 MRPL2、 MRPL3、 MRPL4、 MRPL5、 MRPL6、 MRPL7、 MRPL8、 MRPL9、 MRPL10、 MRPL11、 MRPL12、 MRPL13、 MRPL14、 MRPL15、 MRPL16、 MRPL17、 MRPL18、 MRPL19、 MRPL20、 MRPL21、 MRPL22、 MRPL23、 MRPL24、 MRPL25、 MRPL26、 MRPL27、 MRPL28、 MRPL29、 MRPL30、 MRPL31、 MRPL32、 MRPL33、 MRPL34、 MRPL35、 MRPL36、 MRPL37、 MRPL38、 MRPL39、 MRPL40、 MRPL41、 MRPL42
RPS1、 RPS2、 RPS3、 RPS4、 RPS5、 RPS6、 RPS7、 RPS8、 RPS9、 RPS10、 RPS11、 RPS12、 RPS13、 RPS14、 RPS15、 RPS16、 RPS17、 RPS18、 RPS19、 RPS20、 RPS21、 RPS22、 RPS23、 RPS24、 RPS25、 RPS26、 RPS27、 RPS28、 RPS29
MRPS1、 MRPS2、 MRPS3、 MRPS4、 MRPS5、 MRPS6、 MRPS7、 MRPS8、 MRPS9、 MRPS10、 MRPS11、 MRPS12、 MRPS13、 MRPS14、 MRPS15、 MRPS16、 MRPS17、 MRPS18、 MRPS19、 MRPS20、 MRPS21、 MRPS22、 MRPS23、 MRPS24、 MRPS25、 MRPS26、 MRPS27、 MRPS28、 MRPS29、 MRPS30、 MRPS31、 MRPS32、 MRPS33、 MRPS34、 MRPS35